# تیپ ۱ هوابرد ژاپن
تیپ ۱ هوابرد ژاپن (انگلیسی: 1st Airborne Brigade) تیپ نیروهای هوابرد نیروی زمینی دفاع‌ازخود ژاپن است، که در اردوگاه ناراشینو در فوناباشی، استان چیبا مستقر است.
این تیپ به عنوان واحد چتربازان نخبه ژاپن برای مقابله با نیروهای هوابرد دشمن، کماندوها، جنگ چریکی و ارتش نامنظم فعالیت می‌کند. از سال ۱۹۹۹، این تیپ دارای یک واحد راهنما است که به عنوان واحد نئو (عملیات تخلیه غیر رزمی) آن خدمت می‌کند. در حال حاضر، نیروهای تیپ ۱ هوابرد تحت فرماندهی واحد زمینی (که قبلاً تحت نیروی آمادگی مرکزی بود) به دفاع از میهن فعلی و عملیات رزمی بین‌المللی متصل هستند.

## تاریخچه
در سال ۱۹۵۸، اولین دسته تیپ هوابرد پس از اینکه هایائو کینوگاسا به عنوان اولین فرمانده این واحد منصوب شد، تشکیل شد. با اضافه شدن آموزش‌های تکاوری و سقوط آزاد در سال‌های ۱۹۶۲ و ۱۹۶۹، تعداد این تیپ همچنان افزایش یافت. یک واحد حمل و نقل مسلح دیگر در سال ۱۹۷۳ تأسیس شد.
در سال ۱۹۸۵، تیپ ۱ هوابرد در عملیات نجات پرواز شماره ۱۲۳ خطوط هوایی ژاپن در دامنه کوه تاکامگاهارا در استان گونما پس از آنکه آتش‌نشانان داوطلب محلی تعدادی از بازماندگان را پیدا کردند، شرکت داشت و این اولین باری بود که این تیپ در معرض دید عموم قرار گرفت. بعدها، آنها همچنین برای عملیات عمرانی در استان یاماناشی و پس از زمین‌لرزه کبه در سال ۱۹۹۵ مستقر شدند.
یک واحد راهنما در ۲۰ اکتبر ۱۹۹۹ تأسیس شد و در فوناباشی، چیبا مستقر شد. مقدمات ایجاد یک واحد جدید نیروهای ویژه در تیپ در سال ۲۰۰۰ آغاز شد. در سال ۲۰۰۳، چارچوب گروه عملیات ویژه به عنوان یک واحد ضد چریکی/تروریستی که در این تیپ تعبیه شده بود، تأسیس شد. اما در سال ۲۰۰۴ از تیپ جدا و از طریق نیروی زمینی مانند اکثر واحدهای نیروهای ویژه تحت کنترل آژانس دفاعی قرار گرفت.
چتربازان تیپ ۱ هوابرد در جنگ عراق درگیر بودند، زیرا تیپ به عنوان بخشی از تعهد دولت ژاپن به عراق، پرسنل زمینی را جابجا می‌کرد. آنها در اواسط سال ۲۰۰۶ به همراه بخش عمده‌ای از گروه پشتیبانی بازسازی عراق ژاپن از عراق خارج شدند. این تیپ در ۲۸ مارس ۲۰۰۷ به نیروی آمادگی مرکزی اضافه شد.
در ۹ اکتبر ۲۰۰۶، اعضای گارد ملی اورگان در کمک به سربازان تیپ ۱ هوابرد در ایجاد یک مدرسه تک‌تیراندازی برای آموزش نسل اول تک‌تیراندازان بسیار ماهر این واحد در طول رزمایش سپر شرق ۲۰۰۷ نقش داشتند. در مارس ۲۰۱۸، این تیپ پس از انحلال نیروی آمادگی مرکزی، در فرماندهی نیروی زمینی ادغام شد.
در ۴ مارس ۲۰۲۰، این تیپ گروهبان رینا هاشیبا، اولین چترباز زن که مراحل گزینش را با موفقیت پشت سر گذاشت، را استخدام کرد. با توجه به شیوع مداوم کووید-۱۹ در ژاپن، این تیپ با اجازه دادن به چتربازان خود برای پوشیدن ماسک و محدود کردن حضور تماشاگران در اولین تمرین خود در ۱۳ ژانویه ۲۰۲۱، اقدامات حفاظتی انجام داده است.